# Дейвис, Джеймс Чаунинг
Джеймс Чаунинг Дейвис (англ. James Chowning Davies; 6 мая 1918 – 30 марта 2012 года) — американский социолог и политолог. Наиболее известен своей теорией возникновения социальных революций на основании т.н. J-кривой.
По мнению Дейвиса, революция является реакцией населения на внезапное ухудшение экономического положения в стране после продолжительного периода роста.
Теория Дейвиса часто применяется для анализа причин массовых выступлений. Другое название теории —  J-кривая Дейвиса.

## Краткое содержание теории Дейвиса
На основе анализа хронологии нескольких известных революций, Дейвис предположил, что массовое недовольство возникает в момент резкого снижения уровня жизни населения после продолжительного периода роста. Кривая уровня жизни при этом напоминает перевернутую латинскую букву «J», откуда и происходит название теории. В своей работе, опубликованной в 1962 г., Дейвис, в частности, писал:

Революции с наибольшей вероятностью происходят тогда, когда за продолжительным периодом экономического и социального развития следует короткий период резкого спада. При этом люди начинают опасаться, что заработанные с большим трудом личные достижения будут утрачены; их настроение становится революционным. На это явление указывают примеры восстания Дорра (1841–1842, США — прим. Википедия), русской революции и  революции в Египте, а также косвенные данные по другим случаям гражданских волнений. Индикаторами общественных настроений могут служить статистические показатели уровня жизни, безработицы, частоты забастовок в промышленности и другие. […]. Это может служить началом теории предсказания революций, которую еще предстоит создать и усовершенствовать.
Оригинальный текст (англ.)Revolutions are most likely to occur when a prolonged period of objective economic and social development is followed by a short period of sharp reversal. People then subjectively fear that ground gained with great effort will be quite lost; their mood becomes revolutionary. The evidence from the Dorr Rebellion, the Russian Revolution, and the Egyptian Revolution supports this notion; tentatively, so do data on other civil disturbances. Various statistics — as on rural uprisings, industrial strikes, unemployment, and cost of living — may serve as crude indexes of popular mood. More useful, though less easy to obtain, are direct questions in cross-sectional interviews. The goal of predicting revolution is conceived but not yet born or matured.

— "Toward a theory of revolution", American Sociological Review, 27(1962):5-19.